# 유럽-한국 재단
유럽-한국 재단(Europe–Korea Foundation, EKF)은 주한유럽연합상공회의소(EUCCK)의 자선단체이다. 2001년 5월 9일 대한민국 외교부 장관의 승인 제384호에 따라 설립되었다. 재단은 NGO이며 EUCCK로부터 재정적으로 독립된 별도의 실체이다.
공공 재단으로서 EKF 업무의 초점은 유럽과 한반도 간의 관계 개선에 있다. EKF는 다양한 기업의 사회적 책임 프로그램, 문화 교류, 스포츠 행사, 훈련 세미나 및 남북한 이해와 평화를 증진하는 기타 프로젝트를 수행한다. EKF는 또한 한국의 자선 단체를 지원한다.
또한 EKF는 유럽 연합 전역의 대학에서 공부하기를 원하는 한국 학생들에게 장학금을 제공한다. 2008년에는 10명의 학생들이 유럽에서 공부할 수 있도록 EKF 지원을 받았다.